# Липовник
Липовник (хорв. Lipovnik) — населений пункт у Хорватії, у Вараждинській жупанії у складі громади Кленовник.

## Населення
Населення за даними перепису 2011 року становило 373 осіб.
Динаміка чисельності населення поселення:

## Клімат
Середня річна температура становить 9,94 °C, середня максимальна – 24,20 °C, а середня мінімальна – -6,51 °C. Середня річна кількість опадів – 986 мм.
| Клімат поселення                              | Клімат поселення | Клімат поселення | Клімат поселення | Клімат поселення | Клімат поселення | Клімат поселення | Клімат поселення | Клімат поселення | Клімат поселення | Клімат поселення | Клімат поселення | Клімат поселення | Клімат поселення |
| Показник                                      | Січ.             | Лют.             | Бер.             | Квіт.            | Трав.            | Черв.            | Лип.             | Серп.            | Вер.             | Жовт.            | Лист.            | Груд.            |                  |
| Середній максимум, °C                         | 5,82             | 7,66             | 11,92            | 16,14            | 21,07            | 24,20            | 23,47            | 22,85            | 18,89            | 13,82            | 8,24             | 4,42             |                  |
| Середня температура, °C                       | −0,33            | 1,50             | 5,76             | 9,96             | 14,90            | 18,03            | 19,77            | 19,16            | 15,20            | 10,12            | 4,55             | 0,73             |                  |
| Середній мінімум, °C                          | −6,51            | −4,68            | −0,42            | 3,80             | 8,73             | 11,87            | 16,08            | 15,46            | 11,50            | 6,42             | 0,84             | −2,97            |                  |
| Норма опадів, мм                              | 46               | 50               | 68               | 76               | 85               | 115              | 100              | 99               | 92               | 95               | 92               | 68               |                  |
| Середньомісячна швидкість вітру, м/с          | 1.80             | 2.00             | 2.40             | 2.40             | 2.30             | 2.00             | 1.96             | 1.80             | 1.80             | 1.80             | 1.90             | 1.90             |                  |
| Середньомісячна сонячна радіація, кДж/м²·день | 4090             | 6778             | 10519            | 14854            | 18820            | 20682            | 21410            | 18560            | 13751            | 8593             | 4571             | 3248             |                  |
| --------------------------------------------- | ---------------- | ---------------- | ---------------- | ---------------- | ---------------- | ---------------- | ---------------- | ---------------- | ---------------- | ---------------- | ---------------- | ---------------- | ---------------- |
| Джерело:                                      |                  |                  |                  |                  |                  |                  |                  |                  |                  |                  |                  |                  |                  |